# Pier Francesco Ferrero
Pier Francesco Ferrero (né en 1510 à Biella, au Piémont, alors dans le duché de Savoie, et mort le 14 novembre 1566 à Rome) est un cardinal italien du XVIe siècle.
Il est le frère du cardinal Filiberto Ferrero (1549), le neveu des cardinaux Gianstefano Ferrero (1500) et Bonifacio Ferrero (1517) et l'oncle du cardinal Guido Luca Ferrero (1565). Le cardinal Antonio Ferrero (1505) est un parent.

## Biographie
Ferrero est abbé de S. Stefano à Verceil. En 1536, il est nommé évêque de Verceil. Ferrero est abbé commendataire de S. Michele della Chiusa et abbé commendataire de S. Stefano di Ivrea. Il est délégué au concile de Trente en 1552, auditeur du cardinal Carlo Carafa à Bruxelles et nonce apostolique à Venise de 1560 à 1561.
Ferrero est créé cardinal par le pape Pie IV lors du consistoire du 26 février 1561. 

## Succession apostolique
Pier Francesco Ferrero a ordonné les évêques suivants :
- Patriarche Giovanni Trevisan (it), O.S.B. (1560)